# Čelovce (Prešov)
Čelovce (em húngaro: Cselfalva) é um município da Eslováquia, situado no distrito de Prešov, na região de Prešov. Tem 3,99 km² de área e sua população em 2018 foi estimada em 344 habitantes.

## Demografia
| Ano:        | 1994 | 2004    | 2014   | 2024    |
| ----------- | ---- | ------- | ------ | ------- |
| Broj ljudi: | 264  | 303     | 324    | 394     |
| Razlika:    |      | +14,77% | +6,93% | +21,60% |

| Ano:               | 2023 | 2024   |
| ------------------ | ---- | ------ |
| Número de pessoas: | 375  | 394    |
| Diferença:         |      | +5,06% |